# سارگیس سیمونیان
سارگیس سیمونیان (ارمنی: Սարգիս Հովհաննեսի Սիմոնյան؛  زادهٔ ۱۹۴۶) یک دانشمند و استاد اهل ارمنستان است.

## زندگی‌نامه
در ۱۹۴۶ در ایجوان به دنیا آمد و از دانشگاه ملی پلی‌تکنیک ارمنستان فارغ‌التحصیل شد. وی همچنین برنده دانشمند شایسته جمهوری ارمنستان (۲۰۱۱) شده است.

## یادداشت
1. ↑  տեխնիկական գիտությունների դոկտոր